# كرنب لفتي

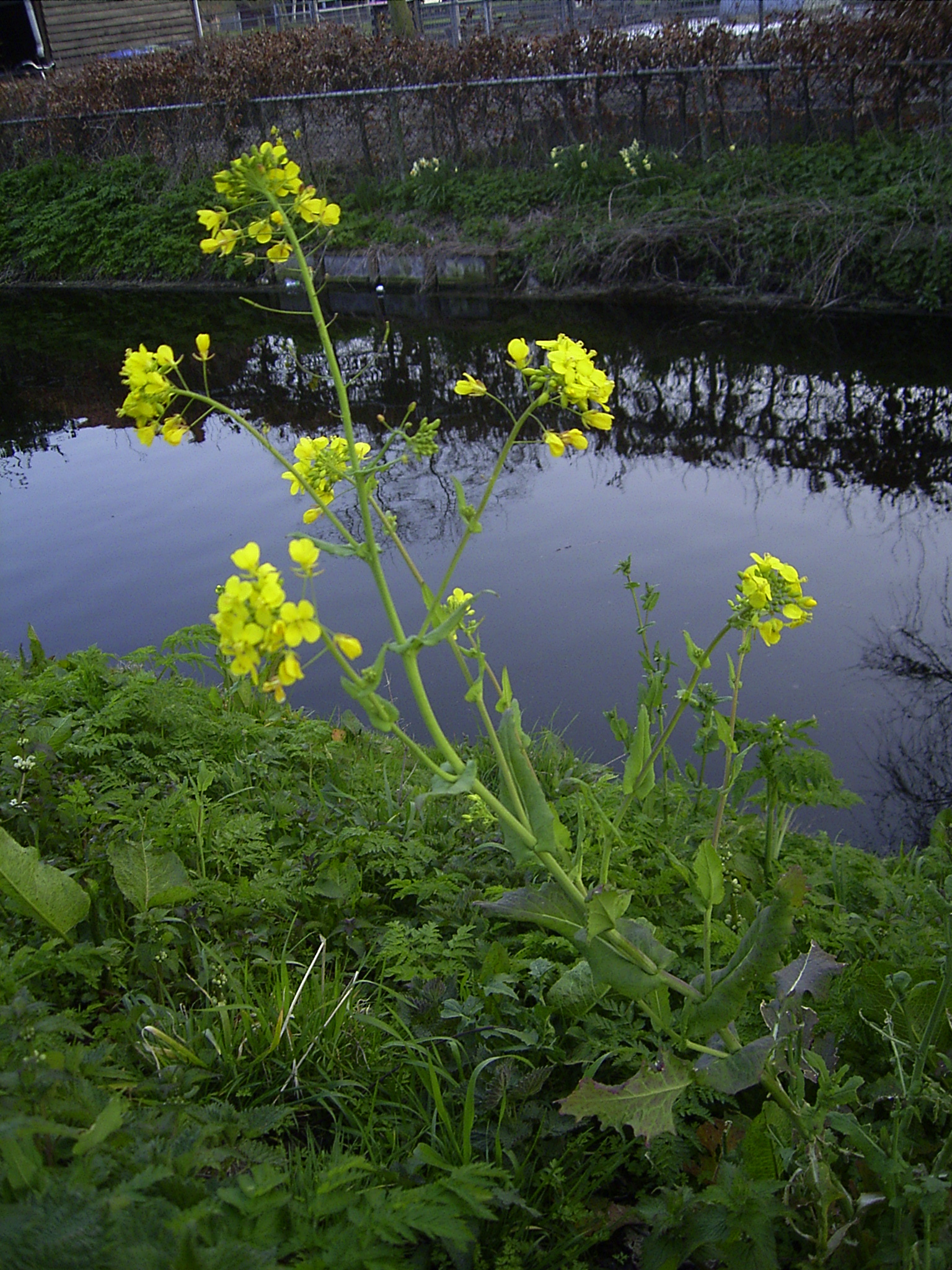
الكرنب اللفتي

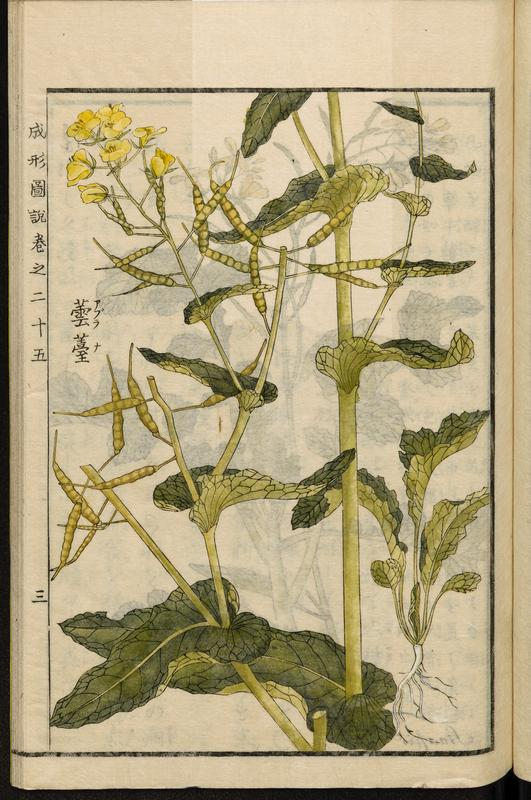
الكرنب اللفتي

اللِّفت أو الكرنب اللِّفتي أو سلجم أو شلجم أو حارة (الاسم العلمي: Brassica rapa) هي نبتة تتكون من مختلف الأنواع المزروعة على نطاق واسع بما في ذلك صغير النبتة (جذر نباتي) الملفوف نابا، بومدونج، بوك تشوي، والرابيني (أوراق الخضروات)؛ والفرع من براسيكا رابا أوليفيرا، وللبذور الزيتية العديد من الأسماء الشائعة منها : الكرنب، خردل الحقل، اللفت الطيور، والكتل .
في بعض الأحيان يسمى الزيت المصنوع من البذرة الكانولا أو الكولا،  وهذا أحد أسباب الخلط بينه وبين زيت بذور اللفت في بعض الأحيان، ولكن هذا يأتي من مختلف أنواع البراسيكا ( براعم البراسيكا ) . البذور الزيتية المعروفة بالكانولا هي في بعض الأحيان أنواع خاصة من نبتة براسيكا رابا ( تسمى بالكانولا البولندي)  لكن عادةً الأنواع المرتبطة ببراعم البراسيكا ( بذور اللفت ) وجون براسيكا ( الخردل والميزونا ).

## التاريخ

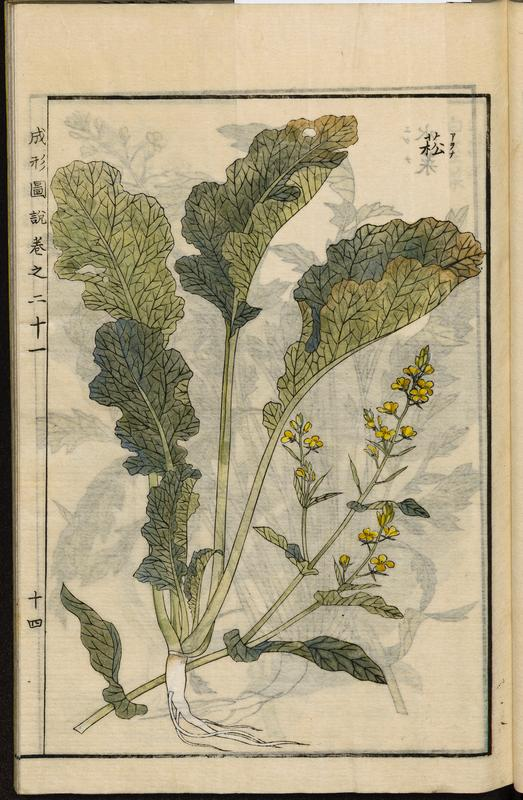
براسيكا رابا من الموسوعة الزراعية اليابانية Seikei Zusetsu

في القرن الثامن عشر، اعتبر كارل لينيوس أن اللفت والمتغيرات المنتجة للبذور الزيتية هي أنواع مختلفة أطلق عليها اسم (ب.رابا) و(ب. كامبيسترايز) .
في القرن العشرون وجد علماء التصنيف أن النباتات كانت عبر خصبها وبالتالي تنتمي إلى نفس الأنواع. منذ تسمية لفت النبات أولاً من قبل لينيوس، تم اعتماد اسم براسيكا رابا.
العديد من الفراشات بما في ذلك الأبيض الصغير، تتغذى وتلقح أزهار ب.رابا.

## الأصناف
| صورة | الصنف      |
| ---- | ---------- |
|      | ملفوف صيني |
|      | Bomdong    |
|      | Choy sum   |
|      | خردل الحقل |
|      | Komatsuna  |
|      | Mizuna     |
|      | برند       |
|      | Rapini     |
|      | Tatsoi     |
|      | لفت        |
|      | سرسون أصفر |